# Анхель Еррера Вера
Анхель Еррера Вера (ісп. Ángel Herrera Vera; 2 серпня 1957) — кубинський боксер, дворазовий олімпійський чемпіон (1976 та 1980 роки).

## Аматорська кар'єра
Олімпійські ігри 1976
(категорія до 57 кг)
- 1/16 фіналу. Переміг Раі Сіка (Індія) — KO
- 1/8 фіналу. Переміг Анхеля Пачеко (Венесуела) — 5-0
- 1/4 фіналу. Переміг Дейві Лі Армстронга (США) — 3-2
- 1/2 фіналу. Переміг Хуана Паредеса (Мексика) — 5-0
- Фінал. Переміг Ріхарда Новаковського (Німеччина) — TKO

На чемпіонаті світу 1978 завоював золоту медаль.
- В 1/8 фіналу переміг Хірочі Ганобе (Японія) — RSC 3
- У чвертьфіналі пройшов без бою Віорела Іоана (Румунія)
- У півфіналі переміг Романа Готфрида (Польща) — 5-0
- У фіналі переміг Братислава Рістича (Югославія) — 4-1

Олімпійські ігри 1980
(категорія до 60 кг)
- 1/16 фіналу. Переміг Карла Руссолілло (Італія) — 5-0
- 1/8 фіналу. Переміг Геза Тумбаса (Югославія) — 5-0
- 1/4 фіналу. Переміг Галсондиржа Батбілега (Монголія) — 5-0
- 1/2 фіналу. Переміг Казімежа Адаха (Польща) — 5-0
- Фінал. Переміг Віктора Дем'яненко (СРСР) — TKO 3

На чемпіонаті світу 1982 вдруге став чемпіоном.
- В 1/16 фіналу переміг Юхіто Араї (Японія) — 5-0
- В 1/8 фіналу переміг Косема Бараке (Ізраїль) — KO 2
- У чвертьфіналі переміг Лотфі Бельхіра (Туніс) — RSCH 1
- У півфіналі переміг Віорела Іоана (Румунія) — 4-1
- У фіналі переміг Пернелла Вітакера (США) — 3-2

На Панамериканських іграх 1983 переміг трьох суперників, а у фіналі програв Пернеллу Вітакеру (США) — 0-5 і отримав срібну медаль.
Через бойкот Олімпійських ігор 1984 представниками з соціалістичних країн пропустив Олімпіаду 1984 і завоював золоту медаль на альтернативних змаганнях Дружба-84, здобувши три перемоги, у тому числі у фіналі над Нергуїн Енхбатом (Монголія).